# Junior Pope
Pope Obumneme Odonwodo, dit Junior Pope, né le 7 mai 1984 à Bamenda et mort le 10 avril 2024 à Asaba, est un acteur et producteur nigérian. Il commence sa carrière en 2006, en apparaissant dans le film Secret Adventures, ainsi que dans le film Bitter Generation.   

## Biographie

### Enfance et études
Junior Pope naît le 7 mai 1984 à Bamenda dans la région du Nord-Ouest du Cameroun, d'un père nigérian d'ethnie Igbo, Luke Odonwodo, et d'une mère camerounaise,. Il a vécu à Bamenda avec ses parents jusqu'à ce qu'il se rende au Nigeria pour y faire ses études Universitaires.Il est le seul enfant de ses parents.

### Carrière
Après avoir terminé ses études de comptabilité, il souhaitait devenir comptable, mais il s'est lancé dans une carrière d'acteur de cinéma en 2004 et a d'abord joué des rôles mineurs,. Il a d'abord joué un rôle mineur dans le film Lost in the Jungle. Il est ensuite apparu dans plusieurs films la même année.
Junior Pope est entré dans l'industrie de Nollywood en 2006 et s'est fait connaître dans un film nigérian qu'il a joué en 2007, Secret Adventure, où il a joué le rôle principal, le film a été réalisé par Tchidi Chikere,. Cela a créé un lien entre lui et ses fans. Après la sortie du film, Junior Pope joue dans plus de 100 films de Nollywood, dont Throne of Tears, Always Mine, Mad Sex, Blood Afair, Gbege et No Way Through,.
En octobre 2022, Junior Pope joue dans le film Gbege, et apparaît également l'année suivante dans le film Honey Money, en avril 2023.
Junior Pope a entretenu une alchimie à l'écran et hors écran qui a été largement saluée par la fraternité de Nollywood jusqu'à sa mort en avril 2024,.

### Mort
Junior Pope était en route pour tourner un film lorsque son bateau a chaviré dans le fleuve Niger à Asaba, dans l'État du Delta. Il est mort avec trois autres membres de l'équipe. L'Actors Guild of Nigeria (AGN) a annoncé la mort de Junior Pope, déclarant que les efforts pour le réanimer avaient été vains. Les autorités ont été appelées et le décès de Junior Pope a été constaté sur place. Il avait 39 ans,.

## Vie privée
Junior Pope était chrétien. Il a eu trois enfants. Le 26 juillet 2014, Pope a épousé Jennifer Awele Okpuno, ; qu'il avait rencontrée sur le réseau social Facebook.
Isaiah Ogedegbe, personnalite religieuse nigeriane et blogueur base a Warri, l'a decrit comme «l'un des plus talentueux acteur du Nigeria».
Ogedegbe a egalement declare que la tendance de certaines personnes a toujours ecrire des hommages chaque fois qu'une personne decede souligne le fait que: «Les Nigerians ailment celebrer les morts tout en prenant les vivants pour acquis».

## Heritage
Aujourd'hui encore, l'influence de Junior Pope est clairement evidente dans l'industrie cinematographique nigeriane a travers ses initiatives caritatives,.
Il etait considere comme l'incarnation de l'amour et de la compassion, et son impact est determine par ses initiatives caritatives dans l'industrie cinematographique nigeriane.